# Five Hand Reel
Five Hand Reel — шотландская келтик-рок-группа, сформированная в 1974-м году из британской группы Spencer’s Feat и распавшаяся в 1980 году.
Бывшие участники Spencer’s Feat басист Barry Lyons, клавишник и скрипач Tom Hickland и барабанщик Dave Tulloch пригласили двух шотландских музыкантов скрипача Chuck Fleming и певца/гитариста Bobby Eaglesham и назвали себя Five Hand Reel. В таком составе они и начали играть в конце 1974 года, дав свой первый концерт в Лондоне в King’s Cross Cinema. Но уже в начале 1975 года Chuck Fleming возвращается в свой предыдущий коллектив и ему на смену приходит легендарный шотландский вокалист и гитарист Dick Gaughan, бывший член The Boys of the Lough. Первое выступление обновленного состава произошло летом 1975 года в клубе Half Moon в Патни (пригороде Лондона).
Дебютный альбом Five Hand Reel (1976) был признан журналом Melody Maker «альбомом года в жанре фолк». На втором альбоме For A' That (1977) появляются элементы рок-музыки, в частности в песне "Bratach Bana", которую ранее издавали Horslips, также в рок-аранжировке. Five Hand Reel были очень популярны в Скандинавии, в связи с чем, они записали альбом традиционных датских песен Ebbe, Dagmar, Svend og Alan (1977) совместно с датским народным певцом Alan Klitgaard. Третий студийный альбом Earl O'Moray (1978) радикально отличается от предыдущих: он получился более мрачным и более серьёзным, иногда его признают лучшим альбомом группы.
В конце 1978 года Dick Gaughan решил покинуть группу, частично из-за злоупотребления алкоголем и наркотиками, но, в основном, из-за удалённости от своей семьи. Позже он начал свою сольную карьеру. На его замену пришёл Sam Bracken, гитарист и певец из Белфаста, после чего был издан четвёртый альбом A Bunch Of Fives (1979), а в 1980 году группа распалась.

## Дискография

### Альбомы
- Five Hand Reel (1976) - Rubber Records
- For A' That (1977) - RCA Records
- Earl O'Moray (1978) - RCA Records
- A Bunch Of Fives (1979) - Topic Records

### Alan Klitgaard (при участии Five Hand Reel)
- Ebbe, Dagmar, Svend og Alan (1977) - Sonet

### Сборники
- Nothing But The Best (1980) - RCA Records

## Радиотрансляция
I'll Lay You Down (BBC Radio One, 1979)